# Теофилантропия

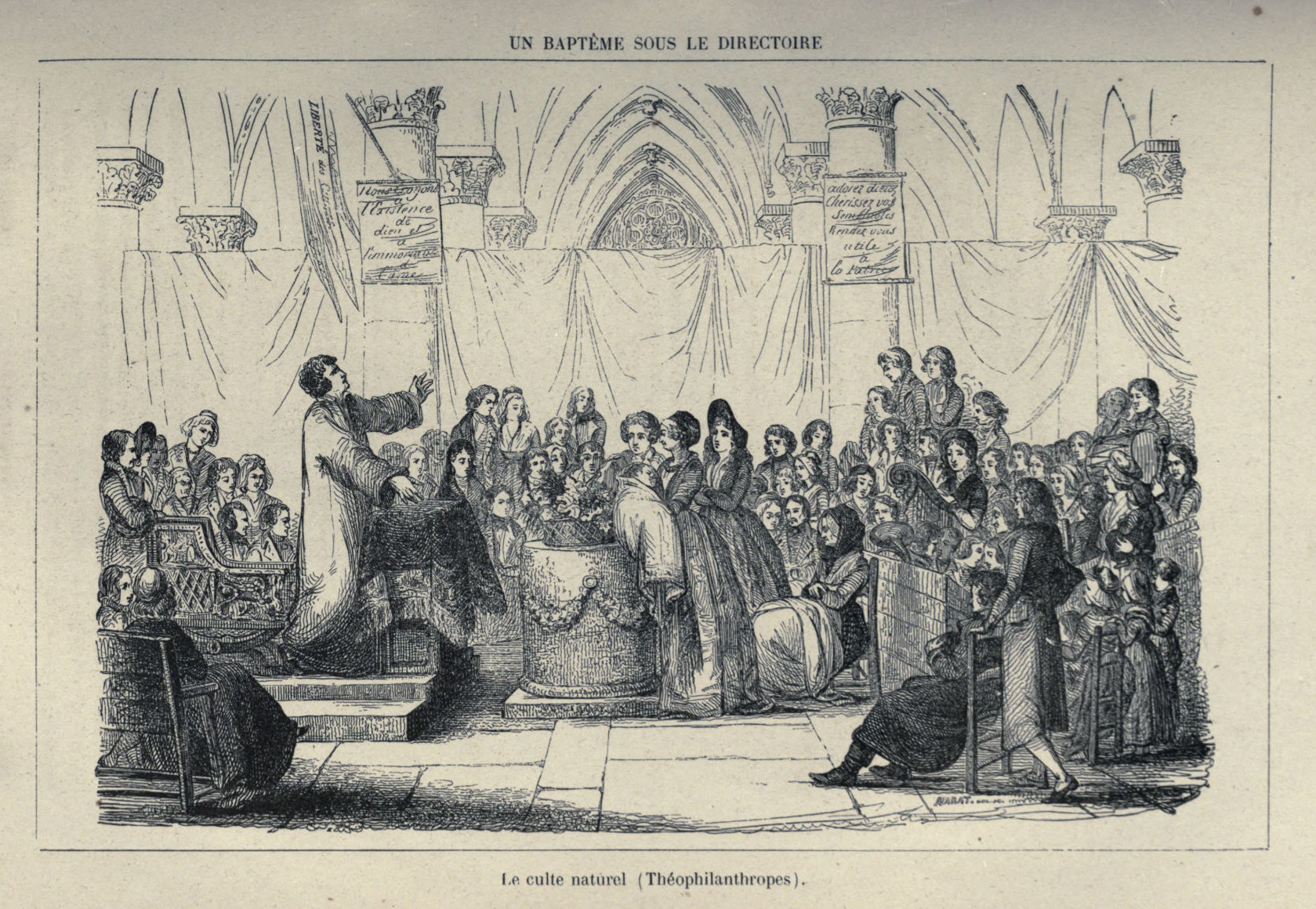
Естественное поклонение. Гравюра, изображающая крещение ребёнка собранием теофилантропов. Гравюра Жана-Батиста Малле. Париж, 1797 г.

Теофилантропия (фр. Théophilanthropie, от греч. Θεός — «Бог», φιλέω — «люблю», и ἄνθρωπος — «человек», «Друзья Бога и человека») — деистический культ, возникший и существовавший во время Французской революции. В основе культа две основные идеи: вера в бога и любовь к ближнему. Существование культа поддерживала Директория, считавшая, что ей удастся ослабить католицизм и тем самым укрепить республиканские институты.

## История

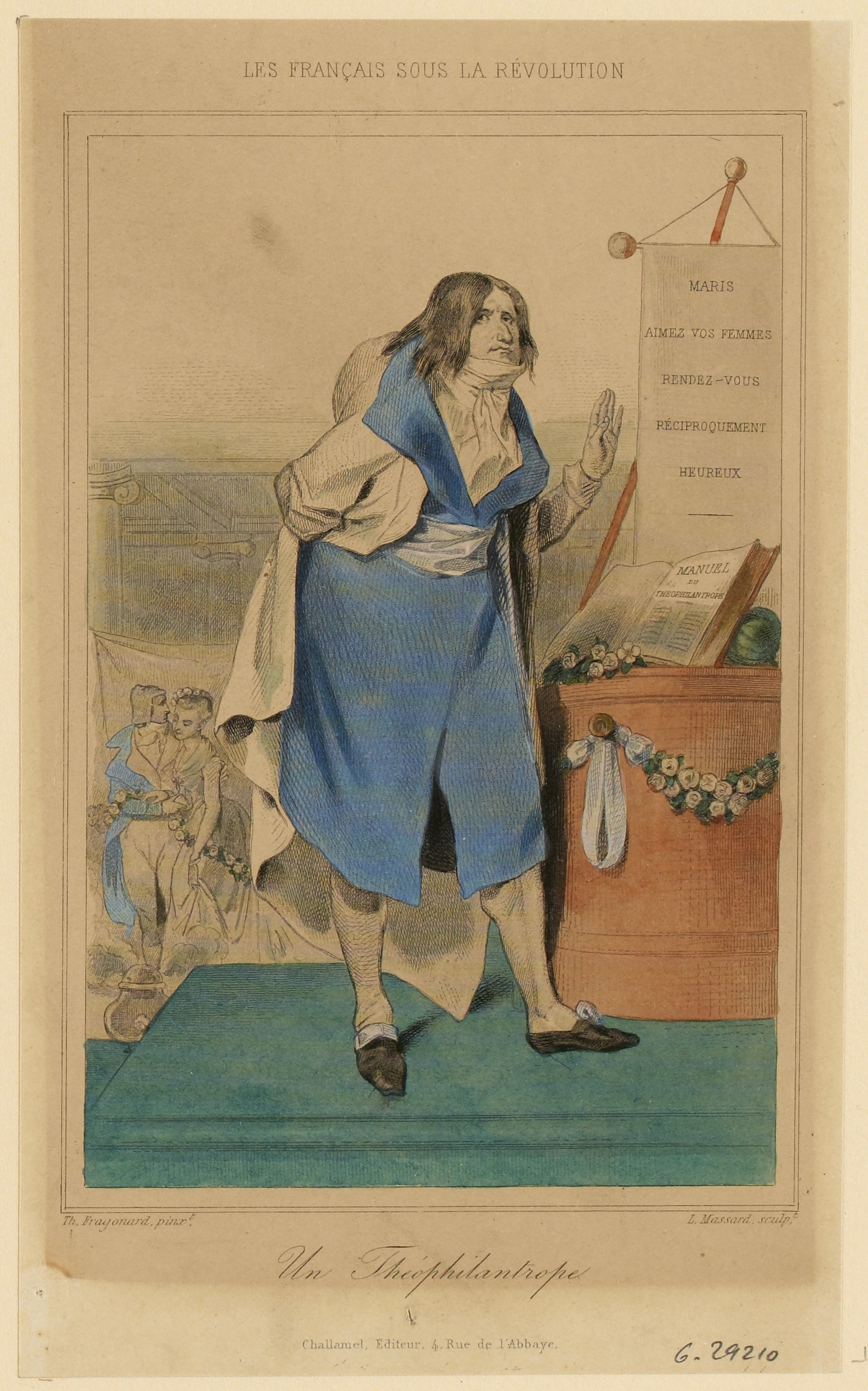
Изображение теофилантропа в работе О. Шаламеля и В. Тенинта «Французы во время революции». Париж, 1843 год.

Основателем теофилантропии был Жан-Батист Шемен-Дюпонтес, написавший в сентябре 1796 года «Руководство теоантропофилов» (Manuel des théopanthropophiles). Новая религия отрицала рационалистический «Культ Верховного Существа», определяя религиозное чувство как естественное. Основным принципом морального учения теофилантропов было добро: добро — это все, что способствует сохранению и совершенствованию человека; зло — это все, что имеет тенденцию разрушать или наносить вред ему. Теофилантропия встретила быструю поддержку со стороны некоторых политиков, а также художника Давида.
Богослужение у теофилантропов поначалу было очень простым и предназначалось преимущественно для дома: оно заключалось в кратком обращении к богу утром и своего рода проверка совести в конце дня. Единственной разрешённой мебелью был простой алтарь, на котором были возложены цветы и фрукты, несколько надписей на стенах, платформа для чтецов или ораторов. Основатели особенно заботились о том, чтобы эта простота строго соблюдалась.
Тем не менее, развитие секты постепенно привело к более сложным церемониалам. Теофилантропия стала практиковаться не только в форме семейного богослужения но и общественных обрядов: «религиозно-нравственных праздников» в храмах, украшенных нравоучительными надписями и голым алтарем, обращений к богу (Отцу Природы), испытаний совести, гимнов, чтений и т. д. Первая многолюдная служба состоялась в январе 1797 года в церкви Святой Екатерины в Париже перед семьями основателей. Культ приобретал все более антикатолический оттенок, поскольку к нему присоединились продвинутые патриоты. Группа открыла школы и получила разрешение на богослужения в 19 парижских церквях. Теофилантропия развивалась и в провинции.
Наибольший расцвет теофилантропия получила, когда во главе культа встал член Директории Луи-Мари де Ларевельер-Лепо, который выступал за принятие её в качестве государственной религии в своей речи в Институте искусств 1 мая 1797 года.
Теофилантропия, несмотря на сильное сопротивление со стороны католиков, постепенно закреплялась в массах, когда Директория внезапно положила этому конец. Окончательно была запрещена Наполеоном в 1801 году в рамках конкордата с папой Пием VII.

## Храмы
- Церковь Сен-Жак-дю-От-Па, Париж — Храм Милосердия
- Церковь Сен-Медар, Париж — Храм Труда